# 東京デリカ
株式会社東京デリカ（とうきょうデリカ、英: TOKYO DERICA CO., LTD.）は、東京都に本社を置く、日本の小売業。本稿では、親会社で持株会社の株式会社サックスバーホールディングス（英: SAC'S BAR HOLDINGS INC.）についても記述する。

## 概略
鞄や財布などを販売する店舗を主として駅ビルやショッピングセンターに展開している。2014年に持株会社制へ移行した。
ショップブランド
- Sac's Bar(サックスバー)
- Gran Sac's(グランサックス)
- efffy(エフィー)
- kissora(キソラ)
- BEAU ATOUT(ボー アトゥ)
- ラパックス

## 沿革
- 1974年（昭和49年）8月1日 - 木山茂年が株式会社東京デリカ設立。
- 1994年（平成6年）8月31日 - 株式を店頭登録（現・ジャスダック）。
- 2006年（平成18年）4月17日 - 東証2部上場。
- 2010年（平成22年）3月1日 - ディレクターズ株式会社を吸収合併[5]。
- 2012年（平成24年） - 東証1部指定。
- 2012年10月 - アイシン通商株式会社とロジェールジャパン株式会社を買収[6]。
- 2014年（平成26年）5月9日 - 持株会社への移行を発表[7]。
- 2014年10月1日 - （旧）東京デリカが株式会社サックスバー ホールディングスに商号変更。併せて、経営及び不動産の管理を除く一切の事業を、株式会社東京デリカ準備会社から商号変更した（新）株式会社東京デリカに承継。